# Peter Hilpold
Peter Hilpold (geb. 1965) ist ein österreichischer Rechtswissenschaftler und Hochschullehrer für Völkerrecht und Europarecht.

## Leben
Hilpold studierte Rechtswissenschaften, Volkswirtschaftslehre und Betriebswirtschaftslehre. Nach dem Studium ließ er sich in Italien zum Anwalt ausbilden und legte seine Anwaltsprüfung 1992 ab. Er war als wissenschaftlicher Assistent zunächst am Institut für Völkerrecht und Internationale Beziehungen der Universität Innsbruck, dann am Institut für Öffentliches Recht, Finanzrecht und Politikwissenschaft tätig. 2001 habilitierte er sich in Innsbruck und wurde dort zum außerordentlichen Professor ernannt. Später erhielt er die Venia docendi für Völkerrecht, Europarecht und vergleichendes öffentliches Recht. Neben der Universität Innsbruck unterrichtet er auch an der Universität Padua. Seine Forschungsschwerpunkte liegen im Bereich Völkerrecht, Europarecht, internationales Wirtschaftsrecht und italienisches Steuerrecht.
Hilpold ist Herausgeber der Schriftenreihe „International Law, European Law, Comparative Law“, die von Nomos und Schulthess verlegt wird. Er ist Mitherausgeber der „Austrian Review of International and European Law“, der Zeitschrift „Europa Ethnica“ und der Schriftenreihe „Völkerrecht, Europarecht und Internationales Wirtschaftsrecht“ (Peter Lang). Darüber hinaus ist er ständiger Mitarbeiter der Zeitschrift Archiv des Völkerrechts und wirkt an den Zeitschriften Diritti Umani e Diritto Internazionale sowie Hague Yearbook of International Law mit.
Hilpold erhielt im Frühjahr 2024 einen Ruf auf eine Exzellenzprofessur an die Universität Pavia.

## Ehrungen und Auszeichnungen
Hilpold wurde für seine wissenschaftlichen Leistungen unter anderem mit dem Theodor-Körner-Preis, dem Helmuth-James-von-Moltke-Preis (2001), dem Kardinal-Innitzer-Förderungspreis für Rechts- und Staatswissenschaften (2001) und dem Leopold-Kunschak-Preis (2002) ausgezeichnet.

## Schriften (Auswahl)
Herausgeber
- Teaching International Law (gem. m. Giuseppe Nesi). Brill, Leiden/Boston 2024, ISBN 978-90-04-67887-3.
- European International Law Traditions. Springer, Berlin/Heidelberg 2020, ISBN 978-3-030-52028-1.
- Europa der Regionen. Springer, Berlin/Heidelberg 2016, ISBN 978-3-662-48204-9 (Hrsg. gem. m. W. Steinmair und Ch. Perathoner).
- Autonomie und Selbstbestimmung in Europa und im internationalen Vergleich. Nomos/Dike/facultas, Baden-Baden 2016, ISBN 978-3-7089-1318-6.
- The Responsibility to Protect: A New Paradigm in International Law? Brill, Leiden 2015, ISBN 978-90-04-22999-0.
- Kosovo and International Law. The ICJ Advisory Opinion of 22 July 2010. Brill, Leiden 2012, ISBN 978-90-04-20482-9.
- Das Selbstbestimmungsrecht der Völker. Peter Lang, Frankfurt a. M. 2009, ISBN 978-3-631-59403-2.

Buchautor
- Die Europäische Wirtschafts- und Währungsunion – Ihr Umbau im Zeichen der Solidarität. Springer, Cham 2021, ISBN 978-3-662-63991-7.
- Italienisches Steuerrecht – Allgemeiner Teil. Nomos/Dike/facultas, Baden-Baden/Zürich/Wien, 3. Aufl. 2022, ISBN 978-3-7089-2193-8.
- Solidarität und Neutralität im Vertrag von Lissabon – unter besonderer Berücksichtigung der Situation Österreichs. Nomos/Stämpfli/Facultas, Baden-Baden/Bern/Wien 2010, ISBN 978-3-7089-0658-4.
- Die EU im GATT/WTO-System. Facultas/Nomos/Dike, Wien/Baden-Baden/Zürich, 4. Auflage 2019, ISBN 978-3-7089-1739-9.
- Modernes Minderheitenrecht – Eine rechtsvergleichende Untersuchung des Minderheitenrechts in Österreich und in Italien unter besonderer Berücksichtigung völkerrechtlicher Aspekte. Nomos, Baden-Baden 2001, ISBN 978-3-7890-7518-6.
- Der Osttimor-Fall – Eine Standortbestimmung zum Selbstbestimmungsrecht der Völker. Peter Lang, Frankfurt am Main 1996, ISBN 978-3-631-30972-8.

Artikel
- Teaching International Law in the 21st Century – Opening the Hidden Room in the Palace of International Law, in: Teaching International Law (hrsg. gem. m. Giuseppe Nesi), Brill/Martinus Nijhoff, Leiden/Boston 2024, S. 21–81.
- Maßnahmen zur effektiven Durchsetzung von Menschen- und Arbeitsrechten – Völkerrechtliche Anforderungen, in: Berichte der Deutschen Gesellschaft für Internationales Recht, Unternehmensverantwortung und Internationales Recht, 2020, S. 182–228.
- How to Construe a Myth: Neutrality Within the Untied Nations System Under Special Consideration of the Austrian Case, in: ChJIntL 2/2019, S. 247–279.
- Die Doppelte Staatsbürgerschaft im Völkerrecht (Double Citizenship in International Law). In: Europa Ethnica. 76, Nr. 1–2, 2016, S. 2–4.
- Solidarität im EU-Recht: „Die Inseln der Solidarität“ unter besonderer Berücksichtigung der Flüchtlingsproblematik und der Europäischen Wirtschafts- und Währungsunion. In: Europarecht. 4/2016, S. 373–404.
- The fight against terrorism and SC Resolution 2249 (2015): towards a more Hobbesian or a more Kantian International Society. In: Indian Journal of International Law. 55, Nr. 4, 2015, S. 535–555. doi:10.1007/s40901-016-0028-1.
- Die Ukraine-Krise aus völkerrechtlicher Sicht: ein Streitfall zwischen Recht, Geschichte und Politik. In: Swiss Review of International and European Law. 25, Nr. 2, 2015, S. 171–182.
- Jus Post Bellum and the Responsibility to Rebuild. In: Journal of International Humanitarian Legal Studies. 6, Nr. 2, 2015, S. 284–305.
- Regionale Integrationsabkommen im GATT/WTO-System. In: Wirtschaftspolitische Blätter. 62, Nr. 2, 2015, S. 227–242.
- Die verkaufte Unionsbürgerschaft. In: Neue Juristische Wochenschrift. 15/2014, S. 1071–1074.
- Von der Utopie zur Realität – das Selbstbestimmungsrecht der Völker im Europa der Gegenwart. In: Juristen-Zeitung. 68, Nr. 22, 2013, S. 1061–1070. doi:10.1628/002268813X13752616406108.
- The League of Nations and the Protection of Minorities – Rediscovering a Great Experiment. In: Max Planck Yearbook of United Nations Law. 17, Nr. 1, 2013, S. 87–124. doi:10.1163/18757413-90000081.
- Intervening in the Name of Humanity: R2P and the Power of Ideas. In: Journal of Conflict and Security Law. 17, Nr. 1, 2012, S. 49–79. doi:10.1093/jcsl/krr024.
- Drohende Enteignung von Liegenschaften in Ungarn – Völkerrechtliche, europarechtliche und verfassungsrechtliche Aspekte. In: Österreichische Zeitschrift für Wirtschaftsrecht. 39, Nr. 4, 2012, S. 97–105.
- WTO Law and Human Rights: Bringing Together Two Autopoietic Orders. In: Chinese Journal of International Law. 10, Nr. 2, 2011, S. 323–372. doi:10.1093/chinesejil/jmr011.
- Minderheitenschutz im Völkerrecht und im Europarecht – unter besonderer Berücksichtigung der Roma. In: Journal für Rechtspolitik. 19, Nr. 3, 2011, S. 251–262. doi:10.1007/s00730-011-0028-x.
- Die WTO im Legitimationskonflikt – unter besonderer Berücksichtigung der Herausforderungen im Bereich des Menschenrechtsschutzes. In: Zeitschrift für Vergleichende Rechtswissenschaft. 109, Nr. 2, 2010, S. 135–152.
- The ICJ Advisory Opinion on Kosovo: different perspectives of a delicate question. In:  Austrian Review of International and European Law. 14, Nr. 1, 2009, S. 259–310. doi:10.1163/15736512-90000051.
- Timor Island Arbitration. In: Max Planck Encyclopedia of Public International Law. Oxford University Press, Oxford 2009.
- The Kosovo Case and International Law: Looking for Applicable Theories. In: Chinese Journal of International Law. 8, Nr. 1, 2009, S. 47–61. doi:10.1093/chinesejil/jmn042.
- Das Kosovo-Problem – ein Testfall für das Völkerrecht. In: Zeitschrift für ausländisches öffentliches Recht und Völkerrecht. 68/2008, S. 779–801.
- Ortsnamenregelungen aus völkerrechtlicher und aus europarechtlicher Sicht – unter besonderer Berücksichtigung der Kärntner Ortstafelfrage. In: Juristische Blätter. 129, Nr. 4, 2007, S. 228–236. doi:10.1007/s00503-006-1090-4.
- Die Wiedereinführung der Erbschafts- und Schenkungsteuer in Italien. In: Steuer und Wirtschaft International. 17, Nr. 6, 2007, S. 276–281.
- Minderheiten im Europa der Regionen, in: 61 Zeitschrift für Öffentliches Recht 2006, S. 245–261.
- Quotenregelungen im Gemeinschaftsrecht – Rehabilitierung eines an sich verpönten Instruments?, in: 17 EuZW 11/2006, S. 333–336.
- International Competition Law and Regional Trade Agreements, in: 2 Manchester Journal of International Economic Law 3/2005, S. 78–89.
- The duty to protect and the Reform of the United Nations – a new step in the development of International Law?, in: 10 Max Planck Yearbook of United Nations Law 2006, S. 35–69.
- Die Vereinten Nationen und das Gewaltverbot, in: Vereinte Nationen 2005, S. 81–88.
- Neue Minderheiten im Völkerrecht und im Europarecht, in: AVR 42 (2004), S. 80–110.
- Der Ortsnamenstreit in Kärnten und in Südtirol aus rechtsvergleichender und völkerrechtlicher Sicht, in: Juristische Blätter 2003, S. 92–105.
- „Regional Integration According to Article XXIV GATT – Between Law and Politics“, in: Max Planck Yearbook of United Nations Law Bd. 7 (2003), S. 1–41.
- Konditionalität in den Beziehungen zwischen der EU und den AKP-Staaten: Menschenrechte, Demokratie, Rechtsstaatlichkeit und verantwortungsvolle Regierungsführung, in: Zeitschrift für europarechtliche Studien 2/2002, S. 239–254.
- Humanitarian Intervention: Is There a Need for a Legal Reappraisal?, in: EJIL 3/2001, S. 437–467.
- Die Conch Republic – Szenen einer (nicht ganz erstgemeinten) Sezession, in: Jura, Bd. 22, 3/2000, S. 118–123.
- Sezession und humanitäre Intervention – völkerrechtliche Instrumente zur Bewältigung innerstaatlicher Konflikte?, in: Zeitschrift für Öffentliches Recht, Bd. 54, 4/1999, S. 529–602.
- Die einvernehmliche Beilegung von Streitfällen in Italien: Streitschlichtung und Vergleich, in: Steuer und Wirtschaft 2/1999, S. 1–11.
- Völkerrechtsprobleme um Makedonien, in: Recht in Ost und West 4/1998, S. 117–127.
- Das Selbstbestimmungsrecht der Völker vor dem IGH – der Osttimor-Fall, in: Zeitschrift für öffentliches Recht 2/1998, S. 263–291.
- Requisiti per la sospensione cautelare: una visione comparatistica, in: Corriere Tributario 46/1997, S. 3373–3378
- Neue Freihandelszonen in Asien und Amerika als Herausforderung für Europa, in: Wirtschaftspolitische Blätter 2/1996, S. 184–195.
- Indigene Völker und tropischer Regenwald, in: Journal für Entwicklungspolitik 1/1996, S. 31–48.
- Neuerungen im italienischen Steuerrecht durch das Haushaltsrahmengesetz 1996, in: RIW 5/1996, S. 403–409.
- Die Neuregelung der Schutzmaßnahmen im GATT/WTO-Recht und ihr Einfluß auf „Grauzonenmaßnahmen“, in: Zeitschrift für ausländisches öffentliches Recht und Völkerrecht I/1995, S. 89–127.
- Minderheitenschutz im Rahmen der VN – Die Deklaration vom 18. Dezember 1992, in: Schweizerische Zeitschrift für internationales und europäisches Recht 1/1994, S. 31–54.
- Die Ergebnisse der Uruguay-Runde – eine Bestandsaufnahme, in: Zeitschrift für vergleichende Rechtswissenschaften 4/1994, S. 419–479.
- Die Anerkennung der Neustaaten auf dem Balkan. Konstitutive Theorie, deklaratorische Theorie und anerkennungsrelevante Implikationen von Minderheitenschutzerfordernissen. In: Archiv des Völkerrechts. 31, Nr. 4, 1993, S. 387–408.
- Die Jugoslawien-Krise als ethnischer Konflikt (gem. m. W. Hummer). In: Europa-Archiv, 47, Nr. 4, 1992, S. 87–96.